# Слуга народу (фракція)
Слуга Народу (фракція) — політична фракція, яка була створена на основі політичної партії Слуги народу, 29 серпня 2019 р. Фракція була створена 254-а Народними депутатами України|
Ця фракція має найбільше число народних депутатів за всю історію незалежної України. Таке число вона отримала на парламентських виборах 22 липня 2019 року, за політичну партію проголосували приблизно 43 %. Функціонує на правах коаліції.
15 листопада 2019 року депутати Анна Скороход та Антон Поляков виключені з партійної фракції.
За рішенням фракції партії 1 вересня 2020 року з фракції був виключений депутат Гео Лерос.
На засіданні 17 травня 2021 року фракція партії Слуги народу у Верховній Раді погодила представлені кандидатури на посади трьох міністрів в уряді: Олександра Кубракова — на посаду міністра інфраструктури України, Олексія Любченка — на посаду міністра економіки — першого віце-прем'єр міністра і Віктора Ляшка — на посаду міністра охорони здоров'я.
16 липня 2021 року фракція затвердила Дениса Монастирського на посаду міністра внутрішніх справ України.
Також, фракція Слуги народу має намір запропонувати народного депутата Сергія Іонушансу на посаду голови Верховної Ради з питань правоохоронної діяльності.
Під час засідання Верховної Ради України 7 вересня 2021 року у фракцію партії Слуги народу був прийнятий новий народний депутат Антон Швачко.

## Керівництво
Керівником фракції Слуги народу у Верховній Раді призначений Арахамія Давид Георгійович. Першим заступником голови фракції у Верховній Раді є Корнієнко Олександр Сергійович. Згодом заступниками голови фракції у Верховній Раді були: Струневич Вадим Олегович, Янченко Галина Ігорівна , Ткаченко Максим Миколайович, Мулик Роман Миронович, Кравчук Євгенія Михайлівна, Кисіль Юрій Григорович, Мисягін Юрій Михайлович, Артем Валерійович Культенко, Ольга Станіславівна Савченко, Павло Миколайович Сушко, Павло Віталійович Халімон, Юрій Валерійович Корявченков, Олена Олексіївна Шулак. На даний момент заступником голови фракції є Микола Миколайович Тищенко.

## Скандали
| Прізвище, власне ім'я та по батькові | Дата виходу       | Обставини |
| ------------------------------------ | ----------------- | --- |
| Іванісов Роман Валерійович           | 3 грудня 2019     | Факція виключила нардепа зі своїх лав через наявність інформації про судимість депутата за групове зґвалтування |
| Дубінський Олександр Анатолійович    | 2 лютого 2021     | Виключений з фракції після запровадження Міністерством фінансів США санкцій через звинувачення у втручанні в американські вибори |
| Буймістер Людмила Анатоліївна        | 19 жовтня 2021    | Виключена зі складу фракції голосуванням через відмову підтримати Закон про деолігархізацію, що був ініційований Зеленським |
| Дмитрук Артем Геннадійович           | 16 листопада 2021 | Виключений зі фракції голосуванням. Напередодні нардеп дав інтерв'ю підозрюваному у державній зраді Анатолію Шарію, в якому заявив про своє розчарування в «Слузі народу» |
| Воронько Олег Євгенійович            | 1 лютого 2022     | Вийшов зі складу фракції під час судового розгляду за фактом підроблення документів |
| Васильковський Ігор Ігорович         | 3 листопада 2022  | Голосуванням достроково припинено повноваження нардепа, після позбавлення громадянства України Зеленським |
| Арістов Юрій Юрійович                | 27 липня 2023     | Склав мандат нардепа після розслідування про відпочинок на Мальдівах |
| Гунько Анатолій Григорович           | 10 серпня 2023    | Позбавлений членства у фракції після того як нардепа разом з двома його спільниками впіймали на хабарі у 85 тисяч доларів під час «продажу» землі Національній академії аграрних наук України                                                                                           |
| Торохтій Богдан Григорович           | 10 серпня 2023    | Позбавлений членства у фракції після того, як стало відомо, що родина нардепа з 24 лютого 2022 року придбала три автомобілі, квартиру та приміщення у курортному місті в Болгарії, а також квартиру та паркомісце в Києві на ім'я його дружини, а сам нардеп 8 разів виїжджав з України |
| Безугла Мар'яна Володимирівна        | 17 липня 2024     | Подала заяву на вихід із парламентської фракції на тлі атаки її колег на неї після її відкритого конфлікту з комітетом на ґрунті критики військового керівництва і закону про мобілізацію                                                                                               |

Під час засідання Верховної Ради 12 вересня 2019 року народні депутати від фракції Слуги народу, котрі були спіймані на кнопкодавстві, Сергій Литвиненко та Олена Копанчук, публічно вибачилися і пообіцяли пожертвувати свою місячну зарплату на благодійність.
17 жовтня 2019 року народний депутат від президентської партії Слуга народу В'ячеслав Медяник прямо в сесійній залі Верховної Ради обговорював, як «вирішувати» питання з прокуратурою. Це листування може свідчити про його причетність до корупції. З часом, 25 жовтня 2019 року, Спеціалізована антикорупційна прокуратура відкрила провадження проти народного депутата з цього приводу.
Також у скандал з онлайн-листуванням щодо замовлення секс-послуг 2 листопада 2019 року потрапив депутат від Слуги народу Богдан Яременко під час засідання Верховної Ради України. Пізніше, народний депутат подав заяву про відставку з посади голови Комітету Верховної Ради з питань зовнішньої політики й міжпарламентського співробітництва.
Згодом, після оприлюднення інформації про судимість за групове зґвалтування 25 листопада 2019 року депутат Роман Іванісов виключений з партійної фракції.
Не обійшли скандали і народного депутата Миколу Тищенко, через якого 19 квітня в Києві вибухнув скандал за його участі. Всупереч заборону на відвідування ресторанів під час карантину, в закладі депутата була проведена вечірка, причому гості не були в масках. Це вже не перший карантинний скандал за участю Миколи Тищенка. Заклади політика і телеведучого вже кілька разів обслуговували гостей під час карантину. Згодом, у травні 2020 року, під час карантину в Києві, ресторан Миколи Тищенка продовжував працювати. Заклад приймав VIP-гостей — депутатів і бізнесменів. На запити журналістів в ресторані відповіли, що заклад закрито. Власника закладу також бачили у Велюрі під час карантину. Повторився скандал і у липні 2020 року, коли Велюр знову порушив карантинні заборони. Не дивлячись на заборону роботи закладів харчування з 23 години вечора до 7-ї години ранку, ресторан запрошував гостей розважатися вночі. Багато користувачів соціальних мереж були обурені відкритим порушенням карантинних правил. Сам Микола Тищенко не зміг прокоментувати інцидент. Після першого скандалу в травні депутат заперечував, що це місце належить йому.
24 червня 2020 року потрапила у скандал і депутат Галина Третьякова, котра образливо висловлювалася по відношенню до дітей з малозабезпечених сімей. Вона казала про зловживання пільгами, коли люди народжують дітей заради соцвиплат і це діти «низької якості».
У липні 2020 року в мережі з'явилися кадри з камер спостереження одного з ресторанів, в якому сталася бійка, в якій нібито брав участь депутат Андрій Стріхарський. Сам депутат спростовує цю інформацію.
23 червня 2021 року голова партії Слуги народу Олександр Корнієнко та голова фракції у Верховній Раді Давид Арахамія виявилися замішані у скандалі під час свого візиту до Миколаєва. Чекаючи початку засідання щодо формування обласного виборчого штабу, депутати не звернули уваги на увімкнені мікрофони за своїм столом і в незручній манері говорили про миколаївського депутата Ірину Аллахвердієву. Згодом Ірина спростувала цей факт.
29 червня 2021 року трапилася бійка народних депутатів Миколи Тищенка і Олександра Куницького. Відповідно до слів Куницького, Тищенко напав на нього через нібито статтю у ЗМІ, в якій Тищенка нібито зараховують до корупційних схем з видачею морякам дозволів на роботу.
До того ж Національне агентство з питань запобігання корупції 22 липня 2020 року оформило і направило в суд відповідний протокол про адміністративні правопорушення, з проявом корупції, щодо народного депутата від фракції Слуга народу Андрія Холодова.
Своєю чергою депутат від партії Слуги народу Микола Галушко заявив про підкупи на місцевих виборах. Пізніше Галушко вийшов з партії Слуги народу, але залишився в парламентській фракції.
14 вересня 2020 року парламентська фракція Слуги народу виключила зі своїх лав народного депутата Олександра Юрченка, якого НАБУ підозрює у хабарництві.
Надалі Олександр Дубінський був виключений з партійної фракції 15 березня 2021 року. Попередньою умовою виключення Дубинського з фракції Слуги народу стало внесення його до списку санкцій США. Держдепартамент заявив, що Дубінський втручався у вибори в Сполучених Штатах.
23 квітня 2021 року депутат від Слуги народу 35-річний Олег Арсенюк влаштував бійку в Черкасах на території розважального комплексу «Бочка», де проходив прийом з нагоди річниці аварії на Чорнобильській АЕС.
24 травня 2021 року з фракції був виключений скандально відомий депутат Євген Шевченко, який раніше висловлював підтримку білоруському президенту Олександру Лукашенку.
Понад рік тому президент України Володимир Зеленський на раді регіонів звернувся до міських голів та голів ОДА із закликом допомогти державі в будівництві житла для учасників АТО. Ідея полягала в тому, щоб місто виділяло земельну ділянку під будівництво житлового будинку для учасників АТО, зокрема інвалідів 1 і 2 категорії та сімей загиблих. Тоді депутати попереднього складу міськради відгукнулися на прохання президента і виділили таку ділянку. Однак у справу несподівано втрутився голова земельної комісії й депутат міськради від Слуг народу Олексій Просяний, який запропонував забрати ділянку і продати його з аукціону. Саме з таким формулюванням питання було винесено на сесію.

## Можливий розпад
Експерти вважають, що Слуги Народу не зможуть протриматися до кінця свого терміну, і, скоріш за все, їм прийдеться шукати союзників для створення коаліції. Слуга народу створила монобільшість, яка замінює коаліцію в парламенті, у випадку розпаду монобільшості, фракція має створити коаліцію. Якщо коаліція не набереться за термін 30-ти днів — Парламент розпускається.